# Persone di nome Lucas
| Questa pagina contiene informazioni ricavate automaticamente dalle voci biografiche con l'ausilio del template Bio e di un bot. L'aggiornamento è periodico e automatico e ricostruisce completamente la pagina. Se manca una persona in questa lista, sei pregato di non aggiungerla, ma accertati piuttosto che la sua voce biografica contenga il template Bio e che i dati anagrafici siano correttamente compilati. Se il template Bio manca, inseriscilo tu stesso o, in alternativa, metti l'avviso {{tmp\|Bio}} che ne segnala la mancanza. Se i dati riportati sono sbagliati, correggi direttamente la voce biografica; le modifiche saranno visibili in questa lista entro pochi giorni. Per chiarimenti vedi il progetto antroponimi. La lista contiene solo le 432 persone che sono citate nell'enciclopedia e per le quali è stato implementato correttamente il template Bio. Pagina aggiornata al 6 ago 2025. |

Questa è una lista di persone presenti nell'enciclopedia che hanno il nome Lucas, suddivise per attività principale.

## Allenatori di calcio(3)
- Lucas Bernardi, allenatore di calcio e ex calciatore argentino (Rosario, n. 1977)
- Lucas Licht, allenatore di calcio e ex calciatore argentino (Rosario, n. 1981)
- Lucas Pusineri, allenatore di calcio e ex calciatore argentino (Buenos Aires, n. 1976)

## Allenatori di calcio a 5(1)
- Lucas Diniz, allenatore di calcio a 5 e ex giocatore di calcio a 5 brasiliano (Belo Horizonte, n. 1985)

## Allenatori di pallacanestro(1)
- Lucas Mondelo, allenatore di pallacanestro spagnolo (L'Hospitalet de Llobregat, n. 1967)

## Arrampicatori(1)
- Lucas Preti, arrampicatore e regista italiano (Desenzano del Garda, n. 1983)

## Astronomi(1)
- Lucas Macri, astronomo argentino (Buenos Aires, n. 1972)

## Atleti paralimpici(1)
- Lucas Prado, atleta paralimpico brasiliano (Poxoréu, n. 1985)

## Attori(15)
- Lucas Adams, attore statunitense (Sherman, n. 1993)
- Lucas Belvaux, attore, regista e sceneggiatore belga (Namur, n. 1961)
- Lucas Black, attore statunitense (Decatur, n. 1982)
- Lucas Bravo, attore e modello francese (Nizza, n. 1988)
- Lucas Bryant, attore canadese (Elmira, n. 1978)
- Lucas Cruikshank, attore statunitense (Columbus, n. 1993)
- Lucas Englander, attore austriaco (Vienna, n. 1992)
- Lucas Hedges, attore statunitense (New York, n. 1996)
- Lucas Lynggaard Tønnesen, attore danese (Copenaghen, n. 2000)
- Lucas Neff, attore statunitense (Chicago, n. 1985)
- Lucas Reiber, attore tedesco (Lichterfelde, n. 1993)
- Lucas Steele, attore e cantante statunitense
- Lucas Till, attore statunitense (Fort Hood, n. 1990)
- Lucas Van den Eynde, attore belga (Lier, n. 1959)
- Lucas Jade Zumann, attore statunitense (Chicago, n. 2000)

## Batteristi(1)
- Lucas Fox, batterista britannico (Londra)

## Canottieri(2)
- Lucas Tramèr, canottiere svizzero (Interlaken, n. 1989)
- Dirk Uittenbogaard, canottiere olandese (Amsterdam, n. 1990)

## Cantanti(1)
- Lucas Lucco, cantante e attore brasiliano (Patrocínio, n. 1991)

## Cardinali(1)
- Lucas Moreira Neves, cardinale, arcivescovo cattolico e teologo brasiliano (São João del-Rei, n. 1925 - Roma, † 2002)

## Cartografi(1)
- Lucas Janszoon Waghenaer, cartografo olandese (n. 1534 - † 1606)

## Cestisti(19)
- Lucas Beaufort, cestista francese (Strasburgo, n. 2002)
- Lucas Bourhis, cestista francese (Tours, n. 2000)
- Lucas Dias, cestista brasiliano (Bauru, n. 1995)
- Lucas Dussoulier, cestista francese (Libourne, n. 1996)
- Lucas Faggiano, cestista argentino (Bahía Blanca, n. 1989)
- Luke Fischer, cestista statunitense (Germantown, n. 1994)
- Lucas Giovannetti, cestista argentino (Del Viso, n. 2005)
- Luke Harangody, ex cestista statunitense (Decatur, n. 1988)
- Lucas Hergott, cestista francese (Décines-Charpieu, n. 1997)
- Lucas Fernandes Mariano, cestista brasiliano (Planaltina, n. 1993)
- Luke Martínez, cestista statunitense (Bismarck, n. 1990)
- Lucas Nogueira, ex cestista brasiliano (Rio de Janeiro, n. 1992)
- Luke Recker, ex cestista statunitense (Lima, n. 1978)
- Luke Sikma, cestista statunitense (Bellevue, n. 1989)
- Lucas Ugolin, cestista francese (Parigi, n. 2002)
- Lucas Victoriano, ex cestista e allenatore di pallacanestro argentino (San Miguel de Tucumán, n. 1977)
- Lucas Waldesbühl, ex cestista svizzero (Schlieren, n. 1989)
- Lucas Walker, cestista australiano (Launceston, n. 1984)
- Luke Zeller, ex cestista statunitense (Ames, n. 1987)

## Ciclisti su strada(5)
- Lucas Eriksson, ciclista su strada svedese (Gånghester, n. 1996)
- Lucas Gaday, ciclista su strada argentino (Buenos Aires, n. 1993)
- Lucas Sebastián Haedo, ex ciclista su strada argentino (Chascomús, n. 1983)
- Lucas Hamilton, ciclista su strada australiano (Città Rurale di Ararat, n. 1996)
- Luke Plapp, ciclista su strada e pistard australiano (Melbourne, n. 2000)

## Comici(1)
- Lucas Salles, comico, attore e giornalista brasiliano (Rio de Janeiro, n. 1993)

## Compositori(1)
- Lucas Vidal, compositore spagnolo (Madrid, n. 1984)

## Dirigenti sportivi(1)
- Lucas Liß, dirigente sportivo, ex pistard e ciclista su strada tedesco (Unna, n. 1992)

## Disc jockey(2)
- Cut Chemist, disc jockey e produttore discografico statunitense (New York, n. 1972)
- Laidback Luke, disc jockey e produttore discografico olandese (Makati, n. 1976)

## Entomologi(1)
- Lucas Friedrich Julius Dominikus von Heyden, entomologo tedesco (Francoforte sul Meno, n. 1838 - Francoforte sul Meno, † 1915)

## Esploratori(1)
- Lucas Vázquez de Ayllón, esploratore spagnolo (Toledo - San Miguel de Guadalupe, † 1526)

## Fondisti(2)
- Lucas Bögl, fondista tedesco (Monaco di Baviera, n. 1990)
- Lucas Chanavat, fondista francese (Le Grand-Bornand, n. 1994)

## Ginnasti(1)
- Lucas Fischer, ginnasta, ballerino e cantante svizzero (Brugg, n. 1990)

## Giocatori di baseball(2)
- Lucas Duda, giocatore di baseball statunitense (Fontana, n. 1986)
- Luke Gregerson, giocatore di baseball statunitense (Park Ridge, n. 1984)

## Giocatori di beach soccer(1)
- Lucas Roque, giocatore di beach soccer statunitense (n. 1988)

## Giocatori di calcio a 5(4)
- Lucas Bolo, giocatore di calcio a 5 argentino (Buenos Aires, n. 1992)
- Lucas Farach, giocatore di calcio a 5 argentino (Buenos Aires, n. 1991)
- Lucas Maina, giocatore di calcio a 5 argentino (Buenos Aires, n. 1985)
- Lucas Tripodi, giocatore di calcio a 5 argentino (Buenos Aires, n. 1994)

## Giocatori di football americano(9)
- Luke Falk, giocatore di football americano statunitense (Logan, n. 1994)
- Luke McCown, giocatore di football americano statunitense (Jacksonville, n. 1981)
- Luke Musgrave, giocatore di football americano statunitense (Bend, n. 2000)
- Lucas Nascimento, giocatore di football americano brasiliano
- Lucas Niang, giocatore di football americano statunitense (New York, n. 1998)
- Lucas Nix, giocatore di football americano statunitense (Clairton, n. 1989)
- Lucas Patrick, giocatore di football americano statunitense (Brentwood, n. 1993)
- Luke Petitgout, ex giocatore di football americano statunitense (Milford, n. 1976)
- Lucas Xavier, giocatore di football americano brasiliano

## Giocatori di polo(1)
- Lucas Monteverde, giocatore di polo argentino (Partido di Veinticinco de Mayo, n. 1976)

## Giocatori di squash(1)
- Lucas Serme, giocatore di squash francese (Créteil, n. 1992)

## Golfisti(1)
- Lucas Glover, golfista statunitense (Greenville, n. 1979)

## Hockeisti su pista(2)
- Lucas Martínez, hockeista su pista argentino (Mendoza, n. 1988)
- Lucas Ordóñez, hockeista su pista argentino (San Juan, n. 1988)

## Hockeisti su prato(3)
- Lucas Rey, hockeista su prato argentino (Buenos Aires, n. 1982)
- Lucas Rossi, hockeista su prato argentino (Buenos Aires, n. 1985)
- Lucas Vila, hockeista su prato argentino (Buenos Aires, n. 1986)

## Incisori(3)
- Lucas Jennis, incisore e tipografo tedesco (Francoforte sul Meno, n. 1590 - † 1630)
- Lucas Vorsterman il Giovane, incisore fiammingo (Anversa, n. 1624 - Anversa)
- Lucas Vorsterman, incisore fiammingo (Zaltbommel, n. 1595 - Anversa, † 1675)

## Mercanti d'arte(1)
- Lucas van Uffelen, mercante d'arte olandese (Amsterdam, n. 1586 - Amsterdam, † 1638)

## Nuotatori(2)
- Lucas Henveaux, nuotatore belga (Liegi, n. 2000)
- Lucas Matzerath, nuotatore tedesco (Weinheim, n. 2000)

## Pallavolisti(6)
- Lucas Lóh, pallavolista brasiliano (Toledo, n. 1991)
- Lucas Ocampo, pallavolista argentino (Buenos Aires, n. 1986)
- Lucas Saatkamp, pallavolista brasiliano (Colinas, n. 1986)
- Lucas Van Berkel, pallavolista canadese (Edmonton, n. 1991)
- Lucas Yoder, pallavolista e giocatore di beach volley statunitense (San Clemente, n. 1995)
- Lucas de Deus, pallavolista brasiliano (Porto Alegre, n. 1987)

## Pattinatori di velocità su ghiaccio(1)
- Lucas Makowsky, pattinatore di velocità su ghiaccio canadese (Regina, n. 1987)

## Piloti automobilistici(3)
- Lucas Auer, pilota automobilistico austriaco (Innsbruck, n. 1994)
- Lucas Di Grassi, pilota automobilistico brasiliano (San Paolo, n. 1984)
- Lucas Ordóñez, pilota automobilistico spagnolo (Madrid, n. 1985)

## Piloti motociclistici(2)
- Lucas Mahias, pilota motociclistico francese (Mont-de-Marsan, n. 1989)
- Lucas Oliver Bultó, pilota motociclistico spagnolo (Barcellona, n. 1974)

## Pittori(12)
- Lucas Achtschellinck, pittore fiammingo (Bruxelles, n. 1626 - Bruxelles, † 1699)
- Lucas Cranach il Giovane, pittore e incisore tedesco (Wittenberg, n. 1515 - Weimar, † 1586)
- Lucas Cranach il Vecchio, pittore e incisore tedesco (Kronach, n. 1472 - Weimar, † 1553)
- Lucas Franchoijs il Vecchio, pittore fiammingo (Malines, n. 1574 - Malines, † 1643)
- Lucas Franchoijs il Giovane, pittore fiammingo (Malines, n. 1616 - Malines, † 1681)
- Lucas Gassel, pittore fiammingo (Helmond, n. 1490 - Bruxelles, † 1568)
- Lucas de Heere, pittore, storico dell'arte e poeta fiammingo (Gand, n. 1534 - Gand, † 1584)
- Lucas Horenbout, pittore e miniatore fiammingo (Gand - Londra, † 1544)
- Lucas Moser, pittore tedesco (Ulm, n. 1421 - † 1492)
- Lucas de Wael, pittore fiammingo (Anversa, n. 1591 - Anversa, † 1661)
- Lucas van Uden, pittore e incisore fiammingo (Anversa, n. 1595 - Anversa, † 1672)
- Lucas van Valckenborch, pittore fiammingo (Lovanio - Francoforte sul Meno, † 1597)

## Politici(2)
- Lucas Alamán, politico e storico messicano (Guanajuato, n. 1792 - Città del Messico, † 1853)
- Lucas Cornelius Steyn, politico sudafricano (Geluksdam, n. 1903 - Pretoria, † 1976)

## Pugili(1)
- Lucas Browne, pugile e artista marziale misto australiano (Auburn, n. 1979)

## Rapper(1)
- Lucas Secon, rapper e produttore discografico danese (Copenaghen, n. 1970)

## Registi(3)
- Lucas Demare, regista, sceneggiatore e produttore cinematografico argentino (Buenos Aires, n. 1910 - Buenos Aires, † 1981)
- Lucas Kazan, regista e produttore cinematografico italiano (Milano, n. 1965)
- Lucas Santa Ana, regista e sceneggiatore argentino (Buenos Aires, n. 1977)

## Rugbisti a 15(6)
- Lucas Barrera Oro, rugbista a 15 argentino (San Miguel de Tucumán, n. 1981)
- Lucas Borges, ex rugbista a 15 argentino (Buenos Aires, n. 1980)
- Lucas González Amorosino, rugbista a 15 argentino (Buenos Aires, n. 1985)
- Lucas Noguera Paz, rugbista a 15 argentino (San Miguel de Tucumán, n. 1993)
- Lucas Ostiglia, ex rugbista a 15 argentino (Buenos Aires, n. 1976)
- Lucas Peyresblanques, rugbista a 15 francese (Bayonne, n. 1998)

## Scacchisti(1)
- Lucas van Foreest, scacchista olandese (Hengelo, n. 2001)

## Schermidori(1)
- Lucas Malcotti, schermidore svizzero (Sion, n. 1995)

## Sciatori alpini(3)
- Lucas Kongsholm, sciatore alpino svedese (n. 2003)
- Lucas Pinheiro Braathen, sciatore alpino norvegese (Oslo, n. 2000)
- Lucas Senoner, ex sciatore alpino italiano (Bolzano, n. 1983)

## Scultori(2)
- Lucas Faydherbe, scultore e architetto fiammingo (Malines, n. 1617 - Malines, † 1697)
- Lucas Samaras, scultore, fotografo e artista greco (Kastoria, n. 1936 - New York, † 2024)

## Showgirl e showman(1)
- Lucas Grabeel, showman, attore e doppiatore statunitense (Springfield, n. 1984)

## Snowboarder(1)
- Lucas Eguibar, snowboarder spagnolo (San Sebastián, n. 1994)

## Sportivi(1)
- Lucas Bergamini, sportivo brasiliano (Bento Gonçalves, n. 1997)

## Tennisti(4)
- Lucas Arnold Ker, ex tennista argentino (Buenos Aires, n. 1974)
- Lucas Catarina, tennista monegasco (Monte Carlo, n. 1996)
- Lucas Miedler, tennista austriaco (Tulln an der Donau, n. 1996)
- Lucas Pouille, tennista francese (Grande-Synthe, n. 1994)

## Tiratori a segno(1)
- Lucas Kozeniesky, tiratore a segno statunitense (Fairfax, n. 1995)

## Velisti(1)
- Lucas Calabrese, velista argentino (Olivos, n. 1986)

## Velocisti(2)
- Lucas Búa, velocista spagnolo (Toledo, n. 1994)
- Lucas Jakubczyk, velocista tedesco (Plauen, n. 1985)

## Vescovi cattolici(3)
- Lucas Bueno, vescovo cattolico spagnolo (Campillo de Aragón - Malta, † 1668)
- Lucas Van Looy, vescovo cattolico belga (Tielen, n. 1941)
- Lucas Watzenrode, vescovo cattolico polacco (Toruń, n. 1447 - Toruń, † 1512)

## Wrestler(1)
- Zack Sabre Jr., wrestler britannico (Isola di Sheppey, n. 1987)